# Marisa Borini
 (avril 2011).
Si vous disposez d'ouvrages ou d'articles de référence ou si vous connaissez des sites web de qualité traitant du thème abordé ici, merci de compléter l'article en donnant les références utiles à sa vérifiabilité et en les liant à la section « Notes et références ».
Pour les articles homonymes, voir Borini.
Marisa Borini (ou parfois Marysa Borini), née à Turin le 1er avril 1930,, est une pianiste concertiste et actrice italienne.

## Biographie
Elle naît en 1930 à Turin (Italie) d'une mère française originaire de Savoie (Renée Planche, fille du député François Gilbert Planche) et d'un père ingénieur italien (Carlo Domenico Borini), originaire du Piémont. Elle épouse l'industriel et compositeur de musique classique et d'opéra italien Alberto Bruni Tedeschi de quinze ans son aîné. Ils auront trois enfants :
- Un fils, Virginio (1959-2006) ;
- L'actrice et réalisatrice Valeria Bruni-Tedeschi, née le 16 novembre 1964 ;
- L'auteure-compositrice-interprète et mannequin Carla Bruni, née le 23 décembre 1967, devenue l'épouse de Nicolas Sarkozy. Son père biologique est Maurizio Remmert, amant de Marisa entre 1960 et 1967, ex-guitariste classique devenu depuis commerçant au Brésil et marié trois fois.

En 1973, Marisa et son mari s'exilent à Paris.
En 2003, elle joue la mère des personnages de Valeria Bruni-Tedeschi et de Chiara Mastroianni dans le film d'inspiration biographique que sa fille Valeria Bruni-Tedeschi a écrit, réalisé et interprété : Il est plus facile pour un chameau.... Elle joue également la mère de sa fille dans la vie réelle dans les films de cette dernière Actrices et Un château en Italie. Pour ce dernier, elle est nommée pour le César de la meilleure actrice dans un second rôle aux César 2014.
Elle joue aussi dans La Petite Chartreuse et La Boîte noire en 2005.
Elle est la propriétaire du château Faraghi, au cap Nègre.

## Filmographie
- 2003 : Il est plus facile pour un chameau... de Valeria Bruni Tedeschi : la mère
- 2005 : La Petite Chartreuse de Jean-Pierre Denis : Anna
- 2005 : La Boîte noire de Richard Berry : Madame Seligman, père d'Arthur
- 2007 : Actrices de Valeria Bruni Tedeschi : la mère
- 2013 : Un château en Italie de Valeria Bruni Tedeschi : la mère
- 2015 : Nos femmes de Richard Berry : Madame Prévin
- 2016 : Folles de joie (La pazza gioia) de Paolo Virzì : Madame Morandini Valdirana
- 2018 : Les Estivants de Valeria Bruni Tedeschi : Louise
- 2022 : Les Amandiers de Valeria Bruni Tedeschi : une membre du jury d'admission
- 2022 : Celles qui restent (court métrage) de Fiorella Basdereff : Suzanne
- 2023 : Capitaine Marleau (série télévisée), épisode Héros malgré lui de Josée Dayan : Lucie Duprat
- 2023 : Te l'avevo detto de Ginevra Elkann : Maria Antonietta
- 2024 : Le Tableau volé de Pascal Bonitzer : Madame X